# Nordtyska förbundet
Nordtyska förbundet (tyska Norddeutscher Bund) var ett statsförbund mellan nordtyska stater under åren 1866–1871.

## Bakgrund
Genom segern i slaget vid Königgrätz den 3 juli 1866 vann Preussen makten att utstöta Österrike ur Tyska förbundet vilket hade skapats 1815. På så vis kunde den gamla rivaliteten mellan Österrike och Preussen om vilken av dem som skulle ta ledningen i Tyskland avslutas. Denna rivalitet hade bland annat präglat förhandlingarna i Tyska förbundet.
Samma år (1866) annekterade också Preussen andra småstater (däribland kungariket Hannover) vilket gav möjlighet åt förbundsbildningen och dess senare utvidgning.
Preussen bjöd den 16 juli 1866 in stater till förhandlingar om bildandet av ett förbund av tyska stater norr om Main. Den 18 augusti ingicks fördrag mellan staterna om ett sådant under namn av Nordtyska förbundet.

## Vilka stater som efter hand kom att ingå i det nyskapade förbundet
Det nya förbundet kom att omfatta staterna
- Preussen,
- Sachsen-Weimar-Eisenach,
- Oldenburg,
- Braunschweig,
- Sachsen-Altenburg,
- Sachsen-Coburg-Gotha,
- Hertigdömet Anhalt,
- Schwarzburg-Sondershausen,
- Schwarzburg-Rudolstadt,
- Waldeck-Pyrmont,
- yngre linjen Reuß,
- Schaumburg-Lippe, Lippe,

samt de fria städerna
- Lübeck,
- Bremen och
- Hamburg;

efter hand tillkom också staterna
- Mecklenburg-Schwerin och
- Mecklenburg-Strelitz

samt, genom fredsfördrag,
- storhertigen av Hessen (för Oberhessen),
- äldre linjen Reuß,
- Sachsen-Meiningen-Hildburghausen

och (21 oktober) slutligen även
- Sachsen.

Övriga delar av norra Tyskland hade annekterats av kungariket Preussen, som ingick i förbundet med hela sitt område. Således ingick även de tidigare polska provinserna Preussen och Posen samt det nyförvärvade Schleswig i det nya Nordtyska förbundet. Dessa områden hade inte tillhört Tyska förbundet, även om de tillhörde Preussen och Preussen deltog i detta förbund; områdena ansågs inte tidigare som tyska (detsamma gällde för övrigt stora delar av Österrikes besittningar).
Storhertigdömet Luxemburg och hertigdömet Limburg, båda förenade med kungariket Nederländerna, blev däremot inte medlemmar av Nordtyska förbundet, fastän de tillhört Tyska förbundet.

## Utvecklingen mot Tysklands enande
En följd av fransk-tyska kriget 1870–1871 blev att även Baden, Hessen (för området söder om Main), Bayern och Württemberg anslöt sig till Nordtyska förbundet i november 1870. Det därigenom uppkomna Tyska förbundet erhöll 10 december namnet Tyska riket. Därefter, den 18 januari 1871 antog kung Vilhelm I av Preussen värdigheten av ärftlig tysk kejsare. Allt detta skedde i slottet Versailles mot slutet av det fransk-tyska kriget.

## Det nya förbundets utsträckning, yta och befolkning
Det nya förbundet omfattade 415 150 km², med ett invånarantal av nära 30 miljoner, samt blev – trots namnet – inte ett statsförbund utan en förbundsstat under Preussens ledning (bundespräsidium).

## Författning
Den 15 december 1866 sammanträdde i Berlin de olika staternas ombud för att rådslå om författningen. Denna antogs 16 april 1867 av en konstituerande riksdag (reichstag) och sedermera av representationerna i de särskilda staterna. Den promulgerades 25 juni och trädde i kraft 1 juli 1867. Denna författning blev dock endast en förelöpare till en ny, i allt väsentligt likartad sådan – Tyska rikets (av 16 april 1871).
Liksom Tyska riket ägde sålunda Nordtyska förbundet jämte riksdagen ett förbundsråd (bundesrat), som representerade de förbundna staternas regeringar. Preussiske kungen ägde som förbundets president att utöva dess folkrättsliga representation, sammankalla förbundsråd och förbundsdag, utnämna ämbetsmän, utfärda lagar och liknande. Han var också förbundsfältherre. Hans ende konstitutionellt ansvarige rådgivare var förbundskanslern (bundeskanzler), som blev Preussens statskansler och ministerpresident (premiärminister) Bismarck.